# 3DMLW
A 3DMLW (3D Markup Language for Web) olyan XML alapú fájlformátum, amely 3 dimenziós (3D) és 2 dimenziós (2D) interaktív tartalmat jelenít meg a weben.
A 3DMLW megjelenítéséhez 3DMLW csatlakozó installálása szükséges, ami OpenGL-t használ a fordításhoz. A 3DMLW csatlakozót a 3D Technologies R&D fejlesztette ki az általánosan használt böngészőkre (Internet Explorer, Mozilla Firefox, Opera stb.).

## Formátum
A 3DMLW formátuma XML standard 1.0 alapú szövegfájl. A 3DMLW a 2D és a 3D tartalmak elkülönítettek, de egymás fölött megjeleníthetők. A 3DMLW .3ds és .obj formátumú fájlokat támogat 3D modellek esetében.
A 3DMLW fájlok kiterjesztése .3dmlw (például car.3dmlw). A 3dmlw fájlok HTML-ként összekapcsolhatók.
Példa 3DMLW fájlra:
```
<?xml version='1.0' standalone='no'?>

<document>

  
<content2d>

    
<area
 
width=
'200'
 
height=
'100'
 
color=
'#C0C0C0FF'
 
texture=
'flower.png'
 
/>

  
</content2d>

  
<content3d
 
id=
'content'
 
camera=
'{#cam}'
>

    
<camera
 
id=
'cam'
 
class=
'cam_rotation'
 
y=
'10'
 
z=
'40'
 
viewy=
'10'
/>

    
<box
 
name=
'ground'
 
width=
'100'
 
height=
'2'
 
depth=
'100'
 
color=
'green'
 
class=
'ground'
 
/>

    
<box
 
name=
'dynamic'
 
y=
'20'
 
width=
'10'
 
height=
'10'
 
depth=
'10'
 
color=
'blue'
 
/>

  
</content3d>

</document>

```

## 3DMLW csatlakozás
A 3DMLW megjelenítéséhez a 3DMLW böngészőprogram csatlakozó vagy egy önálló 3DMLW böngészőprogram szükséges. A 3DMLW fordítómotorja OpenGL-t (Open Graphics Library) használ, ami a lehető legjobb megoldás két- és háromdimenziós grafikák megjelenítésére személyi számítógépen. 3D Technologies R&D (a 3DMLW-t kifejlesztő cég) állítása szerint a közeljövőben DirectX vagy más 3D fordítórendszerek támogatása is megjelenik, és – amennyiben lehetséges – a formátum 3D LCD és más hardware-eknek megfelelő lesz. 3DMLW csatlakozók jelenleg az alábbi böngészők számára érhetők el: Internet Explorer, Mozilla Firefox és Opera.

## További linkek

### Általános
- 3DMLW plugin official download site
- 3DMLW Editor official download site
- 3D Technologies R&D

### Dokumentáció
- 3DMLW tags specification
- 3DMLW tutorials
- 3DMLW official forum